# ذات السن (موسيقى)

هذه هي ذات السن تغنى نصف زمن

ذات السن هي رمز وشكل للنغمة في الصولفيج، لها رأس بيضاوي أسود، متصل بعمود له سن يتغير توجيهه نحو الأعلى أو الأسفل حسب ارتفاع ذات السن في المدرج الموسيقي. مدة ذات السن مساوية لنصف السوداء، وربع البيضاء.